# 全魁
全魁（1725年—1791年），字斗南，號穆齋，尼吉哩氏（尼奇理氏），滿洲鑲白旗人。清朝政治人物，进士出身。

## 生平
乾隆十五年庚午科举人，十六年（1751年）辛未科连捷進士（时隶镶白旗满洲卓克逊佐领下，载《钦定八旗通志：进士》），補翰林院侍讀學士。曾任镶白旗满洲第二㕘领第十七佐领。乾隆二十一年（1756年）奉命為冊封正使，與副使周煌一起出使琉球，冊封尚穆為琉球國中山王。乾隆四十一年至四十三年，任盛京禮部侍郎；四十三年至四十八年，任盛京户部侍郎。
著《乘槎集》二卷。

## 家族
- 高祖恩特，“鑲白旗恩特，蘇發地方人。其曽孫多三保原任員外郎，圖林原任驍騎校，多爾遜現任歩軍校，多善現任郎中。元孫圖占現任親軍校”（载《八旗滿洲氏族通譜》卷53）。
- 曾祖殷德立。
- 祖多壁。
- 父多善，郎中。
- 女一，宗室宗秀嫡妻。[3]

## 著作
《乘槎集》二卷